# Lactobacillus hamsteri
Lactobacillus hamsteri è una specie di batterio appartenente alla famiglia delle Lactobacillaceae.